# Août 1836

## Événements
- 2 août - 10 août, France : procès des Poudres. Armand Barbès et Louis Auguste Blanqui sont condamnés à des peines de prison.
- 11 août, France : Alexis de Tocqueville reçoit le prix Montyon, avec un montant exceptionnel de huit mille francs, pour De la démocratie en Amérique.
- 12 août : en Espagne, le pronunciamiento de La Granja contraint la reine régente Marie-Christine à rétablir la Constitution libérale de 1812 et à nommer un ministère radical. Thiers voudrait se saisir de ce prétexte pour intervenir militairement en Espagne.
- 16 août, France : démission d’Adolphe Thiers à la suite d’un désaccord avec Louis-Philippe, hostile à toute intervention militaire en Espagne.
- 22 août : Honoré de Balzac, dans une lettre à Ewelina Hańska, donne les clefs de compréhension de son roman le Lys dans la vallée. L'héroïne, Madame de Mortsauf n'est qu'une pâle épreuve de Laure de Berny.
- 25 août, France : Louis-Philippe Ier demande la dissolution de la légion des volontaires cantonnée à Pau.
- 29 août : démission du ministère de Thiers. Le roi demande aux ministres de rester en poste jusqu'à ce qu'un nouveau ministère ait été formé.

## Naissances
- 10 août : Vittorio Avondo, peintre italien († 14 décembre 1910).
- 16 août : Agustín Perera, matador espagnol († 12 juin 1870).
- 20 août: Albert Kappis, peintre et lithographe allemand († 18 septembre 1914).
- 23 août: Marie-Henriette de Habsbourg-Lorraine, archiduchesse d'Autriche, deuxième reine des Belges.
- 26 août : Émile Fron (mort en 1911), astronome et météorologue français.

## Décès
- 4 août : Friedrich Carl Ludwig Sickler (né en 1773), polymathe allemand.
- 16 août : Marc-Antoine Parseval des Chênes (né en 1755), mathématicien français.
- 25 août : Christoph Wilhelm Hufeland (né en 1762), médecin allemand.
- 26 août : William Elford Leach (né en 1790), zoologiste britannique.